# Nyan Koi!
Nyan Koi! (にゃんこい!?) è un manga scritto e disegnato da Sato Fujiwara. È stato pubblicato per la prima volta dalla Flex Comix sul suo sito gratuito FlexComix Blood il 10 agosto 2007 e successivamente ne sono stati prodotti 4 tankōbon. Nel 2009 è stato prodotto un adattamento anime ed il primo episodio è andato in onda sulla TBS il 1º ottobre 2009. Una seconda stagione dell'anime è stata annunciata durante il 12º episodio della prima stagione.

## Trama
Junpei Kōsaka è uno studente al secondo anno delle scuole superiori innamorato follemente di una sua compagna di classe, Kaede Mizuno. Un giorno però, tornando da scuola, calcia una lattina trovata per terra che va a colpire la statua della "divinità protettrice dei gatti" staccandole la testa. Da questo momento è in grado di comprendere il linguaggio dei gatti per colpa della maledizione che è stata gettata su di lui, infatti se non riuscirà a soddisfare i desideri di 100 gatti sarà trasformato in gatto lui stesso. Per una persona normale potrebbe non essere un compito troppo arduo ma Jumpei purtroppo è allergico ai gatti e queste creature con i loro strani desideri non gli facilitano di certo la vita. Nyamsus, il suo strano ed eccentrico gatto, lo accompagnerà in questa missione e man mano che la storia proseguirà diverse ragazze perderanno la testa per lui credendolo un amante dei felini.

## Personaggi

I protagonisti della serie (da sinistra verso destra) Kaede, Akari, Kotone, Junpei, Kanako e Nagisa

### Umani
- Junpei Kōsaka (高坂 潤平?, Junpei Kōsaka)

Il protagonista della storia. Un giorno, tornando da scuola, calcia una lattina per strada che colpisce la statua della "divinità protettrice dei gatti", rompendola. La divinità si infuria con lui e gli scaglia addosso una maledizione che lo trasformerà in gatto se non riuscirà a soddisfare i desideri di 100 felini. Purtroppo Junpei è allergico al pelo di questi animali e se venisse trasformato, probabilmente non sopravviverebbe. La sua prima richiesta è quella di salvare un gatto da un molestatore che si scopre essere proprio Kaede, la sua innamorata: per il troppo affetto che nutre nei confronti dei gatti, rischia ogni volta di stritolarli di abbracci e carezze. Junpei prova a spiegarle questa cosa col maggior tatto possibile ma la ragazza scoppia a piangere e scappa. Inaspettatamente il giorno dopo lei sembra non avercela col ragazzo, ma invece ha riflettuto e compreso ciò che lui gli voleva far capire, cominciando a credere che anche lui sia, come lei, un amante dei felini. Junpei è innamorato di Kaede dal loro primo, stranissimo, incontro a causa delle parole dette dalla ragazza di fronte a tutti in aula.
Il suo seiyū originale giapponese è Shintarō Asanuma.
- Kaede Mizuno (水野 楓?, Kaede Mizuno)

La compagna di classe di Junpei di cui il ragazzo è innamorato. Ama i gatti, ma non si accorge di dargli troppo affetto, finché Junpei le spiega come vanno trattati. All'inizio reagisce male ma poi capisce che il ragazzo ha ragione e ne apprezza la sincerità oltre ad ammirarlo per come riesce a capire i gatti. Kaede crede che Junpei e Kanako formino una bella coppia, travisando il loro attuale rapporto. È una ragazza molto intelligente ed è giunta prima al test di ingresso a scuola dovendo sostenere un discorso che è stato mal interpretato da Junpei e da quasi tutta la classe, ha inoltre delle doti atletiche non indifferenti e molto simili a quelle di un gatto. Nagisa le rivela che Junpei non la vede solo come un'amica e da quel giorno è sempre molto imbarazzata in sua compagnia. Un pomeriggio mentre porta a passeggio i suoi numerosi cani vede Junpei abbracciato da una giovane postina e scappa imbarazzata fraintendendo quel momento. La ragazza però non da troppo peso a quell'evento e continua a trattare Junpei come nulla fosse accaduto. Pian piano si rende conto che prova dei forti sentimenti nei confronti di Junpei. Il suo rapporto con Kanako è ottimo anche se sa di essere sua rivale in amore. Possiede quattro cani di grossa stazza e vorrebbe anche un gatto. 
Il suo seiyū originale giapponese è Yuka Iguchi.
- Kanako Sumiyoshi (住吉 加奈子?, Kanako Sumiyoshi)

Un'amica di infanzia di Junpei. Inizialmente viene presentata con un trucco molto pesante e un carattere decisamente scontroso e irascibile, ma in fondo è una ragazza abbastanza timida e insicura dal punto di vista emotivo. Vive un periodo di forte ostilità con Junpei: lei gli aveva regalato una bambola a forma di gatto come segno di forte amicizia, ma credendo che il ragazzo l'abbia data via per un nonnulla, Kanako inizia a tiranneggiare e scontrarsi perennemente con Junpei. Solo chiarendo i fatti durante il festival scolastico Kanako perdona Junpei, tornando a presentarsi come una ragazza normale, ma col solito caratteraccio. È molto gelosa delle ragazze che ruotano attorno a Junpei, perché lo vuole avere solo per sé. Al parco infatti cerca di stargli il più vicino possibile ma l'interferenza di Nagisa non le permette di passare la giornata con lui. Quando scopre che anche Kaede inizia a pensare al ragazzo non si dà pace, conoscendo i sentimenti di Junpei. Il giorno di san Valentino è l'unica ragazza che, seppur tra mille giustificazioni, riesce a consegnare una scatola di cioccolato a Junpei. Durante il festival, grazie ad Akari, riesce a rimanere da sola con Junpei e quando inciampa e finisce addosso al suo innamorato decide che è ora di fare qualcosa ed al posto di scappare come aveva fatto fino a quel momento lo abbraccia forte a sé. Subito dopo però lo allontana dicendo che stava solo scherzando e Junpei fa finta di crederle. Il rapporto tra i due comunque cambia, perché anche Junpei si rende conto dei sentimenti della ragazza per lui. I due infatti se prima stavano molto tempo assieme senza crearsi nessun problema ora si sentono imbarazzati a rimanere soli, anche a Junpei sembra in qualche modo piacere Kanako. Il rapporto di amicizia con Kaede è molto profondo e nel capitolo 28, per il suo bene, sembra sia decisa a farsi da parte con Junpei, accettando le cose come stanno. All'inizio della storia si prendeva cura di un gatto che bazzicava dalle parti della scuola.
Il suo seiyū originale giapponese è Ryōko Shiraishi.
- Nagisa Ichinose (一ノ瀬 凪?, Nagisa Ichinose)

Una ragazza dall'aspetto molto mascolino che tutti credono sia un ragazzo e che si infatua di Kaede. Anche Junpei all'inizio lo crede un ragazzo ed i due si sfidano per il cuore di Kaede. Durante questo evento però collassa a causa di un raffreddore e Junpei la deve riportare a casa. Risulta essere di nobile famiglia, poiché la sua villa è enorme. Anche qui vive un gatto di nome Josefita: chiede a Junpei di far innamorare la sua padrona così da far affiorare il suo lato femminile. Questo però lo mette di fronte ad una scelta: rinunciare a Kaede o trasformarsi in un gatto. Appena ripresosi Ichinose sfida Junpei ad un duello di kendo, ma un fulmine improvvisamente la spaventa. La ragazza, che ha il terrore dei fulmini, cade su Junpei e inavvertitamente le tocca un seno, facendogli capire che in realtà quella che ha davanti è una ragazza. Ichinose vorrebbe comunque continuare il duello ma Junpei la chiude dentro un sarcofago egizio. Mentre la ragazza si calma, Junpei la consola dicendole che se avesse bisogno di una persona per sfogarsi lui sarebbe disposto a starle accanto. Queste parole le fanno cambiare idea sul ragazzo ed Ichinose capisce che può di nuovo innamorarsi di un uomo e questo è proprio Junpei. Josefita rivela che il suo desiderio è stato soddisfatto a Junpei, anche se il ragazzo non ne capisce bene il motivo. Nagisa però si trova davanti al dilemma se è giusto mettersi in mezzo a due persone che ama o rimanere in disparte e supportarli. Così decide di fare di tutto perché Kaede e Junpei possano essere felici mettendosi insieme. Il suo rapporto con Kanako è pessimo proprio perché anche quest'ultima è innamorata di Junpei. La madre di Nagisa decide che è ora di trovarle un fidanzato ufficiale e così le organizza un incontro con un giovane pretendente della famiglia Kaneshiro ma la ragazza rifiuta l'idea e chiede a Junpei di fingersi il suo fidanzato così da annullare l'incontro. La madre di Nagisa però ritiene che il ragazzo sia troppo debole e fa affrontare i due pretendenti in duello, l'esito sembra scontato ma quando Junpei viene a sapere da Josephine che il vero scopo di Kaneshiro sono i soldi della famiglia Ichinose ha un moto d'orgoglio e riesce a far scoprire i piani del suo avversario, da questo evento la madre suo malgrado lo riconosce come futuro sposo di Nagisa. La famiglia di Nagisa risulta essere una famiglia mafiosa, inoltre ama lodare le ragazze che ritiene "bellissime", poiché lei si ritiene un maschiaccio.
Il suo seiyū originale giapponese è Yū Kobayashi.
- Chizuru Mochizuki (望月 千鶴?, Chizuru Mochizuki)

Una studentessa universitaria che lavora anche come postina ma che ha un orribile senso dell'orientamento. Incontra casualmente Junpei per strada e gli chiede di aiutarla perché non ha ancora pratica di quella zona. Ha un carattere molto espansivo ed ama stuzzicare Junpei. Ha scelto di consegnare le lettere perché un ragazzo di cui si era invaghita faceva lo stesso lavoro, ma poi ha capito che la cosa che più le piaceva era la sensazione di portare la felicità a casa delle persone. Chizuru però è anche molto critica con sé stessa e non è sicura di essere adatta a questo lavoro. Junpei riesce a consolarla dicendole che la cosa più importante è fare sempre del proprio meglio. La sua spontaneità la porta ad abbracciare Junpei come ringraziamento per l'aiuto ricevuto ma proprio in quel momento arriva Kaede che li vede, scappando imbarazzata. Al momento di lasciarsi Chizuru propone a Junpei di lavorare con lei, part time, al prossimo cambio di postino in inverno. In dicembre Junpei riceve una lettera timbrata con un bacio proprio da Chizuru che lo invita a lavorare con lei alla consegna della posta. Durante il loro giro di consegne trovano però un gatto che ha perso la strada per tornare a casa e decidono di aiutarlo, questo gatto però si rivela essere di proprietà della persona amata da Chizuru che decide, con l'aiuto di Junpei, di cogliere l'occasione per andarlo a trovare e così dichiararsi. Il gatto avvisa Junpei che la cosa però è impossibile per un non ben precisato motivo. Giunti alla porta di casa ad accoglierli c'è una bella e giovane ragazza che si rivela essere proprio l'amato di Chizuru che durante il tempo trascorso in cui i due non si erano visti aveva cambiato sesso, trovato un nuovo lavoro e si era trovata anche un ragazzo. Questo evento getta nello sconforto Chizuru che si fa consolare da Junpei ma in quel momento passa proprio la madre del ragazzo che dopo la strana lettera ricevuta poco prima aveva iniziato ad avere alcuni dubbi sulla moralità del proprio figlio. Chizuru dopo aver pianto però si sente molto meglio e vuole ricominciare a dare tutta se stessa per il lavoro che ama. Rivede Junpei all'acquario mentre è in compagnia del suo ex innamorato per un appuntamento. È la ragazza più formosa.
Il suo seiyū originale giapponese è Rina Satō.
- Kotone Kirishima (琴音 桐島?, Kotone Kirishima)

Una studentessa del primo anno che si è innamorata di Junpei e si confessa con una lettera in cui chiede al ragazzo se i due si possano vedere. Purtroppo Akari, sua sorella gemella, è gelosa di lei e cerca di metterle in tutti i modi i bastoni fra le ruote. La sua attrazione per Junpei nasce a causa della maledizione che grava sul ragazzo perché a lei piacciono proprio le persone sfortunate. Decide, assieme alla sorella, di aiutare Junpei nel suo compito di assolvere le richieste fatte dai gatti. Si reca ad un appuntamento all'acquario con Junpei che è però stato organizzato dalla sorella nello stesso giorno in cui il ragazzo sarebbe dovuto uscire con Kaede. Per il bene di Junpei decide di fare un passo indietro in quell'occasione ma rivela a Kaede che le sue intenzioni per lui sono serie e quindi quella sarebbe stata l'ultima volta.
Il suo seiyū originale giapponese è Haruka Tomatsu.
- Akari Kirishima (朱莉 桐島?, Akari Kirishima)

La gemella minore di Kotome che odia Junpei perché ha paura che possa mettersi in mezzo tra lei e la sorella. Cerca di allontanare i due con ogni mezzo ma cambia parzialmente idea su Junpei quando il ragazzo le fa da cuscino mentre cade rovinosamente da una scalinata nel tentativo di fuggire dalla sorella. Anche lei decide di aiutare Junpei. Durante il festival, per allontanare Junpei dalla sorella, con uno stratagemma lo fa incontrare da solo con Kanako così che i due rimangano un po' di tempo da soli.
Il suo seiyū originale giapponese è Haruka Tomatsu.

### Gatti
- Nyamsus (ニャムサス?, Nyamsas)

Il gattone di Junpei. A casa Kōsaka sono tutti amanti dei gatti ad eccezione di Junpei che a causa della sua allergia sembra detestarli. Nyamsas viene vista dai gatti del vicinato come una sorellona su cui fare sempre affidamento. Appena nata era stata abbandonata in una scatola al parco e trovata così da Junpei che, anche essendo allergico ai gatti, aveva fatto di tutto per poterla tenere con sé. Anche se non lo dà a vedere è molto grata a Junpei per quello che ha fatto per lei.
Il suo seiyū originale giapponese è Atsuko Tanaka.
- Tama (タマ?, Tama)

Un gattino che vive al tempio. Piccolo e fifone fa costante affidamento sulla sua sorellona Nyamsas. Si viene successivamente a scoprire che è un trovatello accolto al tempio grazie al colore, benaugurante, del suo pelo. Ha un rapporto di odio/amore con la gatta Noir che vive assieme a lui.
Il suo seiyū originale giapponese è Jun Fukuyama.
- Josephine

Il gatto di Nagisa che chiede a Junpei di farla innamorare. Junpei però equivoca la richiesta credendo che il suo padrone fosse un ragazzo. Riesce comunque, involontariamente, a soddisfare il desiderio di Josephine.
Il suo seiyū originale giapponese è Yusa Kouji.
- Noir (ノワール?, Nowāru)

La gatta di Akari e Kotone. Una volta era solita mangiare assieme a Tama ma poi i due hanno litigato ed i loro rapporti si sono pesantemente deteriorati. A suo modo cerca di attirare l'attenzione di Tama di cui è infatuata.
Il suo seiyū originale giapponese è Yukari Fukui.

## Manga
Attualmente il manga è inedito in Italia, i titoli dei capitoli dell'opera sono tradotti letteralmente.

### Lista volumi
| Nº | Titolo italiano (tradotto) Giapponese 「Kanji」 - Rōmaji | Data di prima pubblicazione           | Data di prima pubblicazione |
| Nº | Titolo italiano (tradotto) Giapponese 「Kanji」 - Rōmaji | Giapponese                            |                             |
| 1  | Nyan Koi! - 1 「にゃんこい! - 1」 | 12 maggio 2008 ISBN 978-4797347968    |                             |
| 1  | Capitoli - 001: Il gattaccio e lo studente maledetto (ブサイクな猫と呪われし高校生?) - 002: Il codice morale degli appuntamenti - 003: La ragazza mamba - 004: Quel ragazzo... un servo (その男 下僕?) - 005: Il tuo nome è...    |                                       |                             |
| 2  | Nyan Koi! - 2 「にゃんこい! - 2」 | 11 settembre 2008 ISBN 978-4797350166 |                             |
| 2  | Capitoli - 006: Bellissima bugia - 007: La dolorosa verità - 008: I sentimenti di una giovane ragazza - 009: Times Square (タイムズ・スクウェア?, Taimuzu Sukuwea) - 010: Giardino estivo - 011: Una ragazza ne incontra un'altra |                                       |                             |
| 3  | Nyan Koi! - 3 「にゃんこい! - 3」 | 11 marzo 2009 ISBN 978-4797353525     |                             |
| 3  | Capitoli - 012: Latte & amaro - 013: Zucchero & spezie - 014: Ragazze in piscina - 015: Giardino d'inverno - 016: Per la felicità di chi suonerà la campana? - 017: Cioccolato                                                    |                                       |                             |
| 4  | Nyan Koi! - 4 「にゃんこい! - 4」 | 10 settembre 2009 ISBN 978-4797356144 |                             |
| 4  | Capitoli - 018: I rovina matrimonio - 019: Genero della Yakuza - 020: I ricordi di un'amica - 021: L'acquario - 022: Profondo blu - 023: Gatti ed un giorno libero d'estate                                                       |                                       |                             |
| 5  | Nyan Koi! - 5 「にゃんこい! - 5」 | 15 marzo 2010 ISBN 978-4797358988     |                             |
| 5  | Capitoli - 024: L'estate con te - 025: Sogno di una notte di mezza estate - 026: Amore innocente - 027: Doposcuola - 028: Cara amica - 029: Fuga con una bellissima ragazza                                                       |                                       |                             |

### Capitoli non ancora in formato tankōbon
- 029.5: 4koma[5]
- 030: Amore - Rivincita

## Anime

### Episodi
| Nº | Titolo italiano Giapponese 「Kanji」 - Rōmaji                                                                    | In onda          | In onda |
| Nº | Titolo italiano Giapponese 「Kanji」 - Rōmaji                                                                    | Giapponese       |         |
| 1  | Il gattaccio e lo studente maledetto 「ブサイクな猫と呪われし高校生」 - Busaiku na neko to norowareshi koukousei | 1º ottobre 2009  |         |
| 2  | Quel ragazzo... un servo? 「その男 下僕?」 - Sono otoko geboku?                                                  | 8 ottobre 2009   |         |
| 3  | Il tuo nome è... 「キ三の名は」 - Kisan no naha                                                                  | 15 ottobre 2009  |         |
| 4  | Una persona fantastica 「美しい人」 - Utsuku shiiri                                                              | 22 ottobre 2009  |         |
| 5  | Times Square 「タイムズ・スクウェア」 - Taimuzu Sukuwea                                                          | 29 ottobre 2009  |         |
| 6  | Latte & amaro & zucchero & spezie 「ミルク&ビター&シュガー&スパイス」 - Miruku & bitā & shugā & supaisu          | 5 novembre 2009  |         |
| 7  | Aspettami prima che faccia buio ♥ 「暗くなるまで待って♥」 - Kuraku naru made matte♥                              | 12 novembre 2009 |         |
| 8  | L'ardente istruttore privato di corsa 「炎の個人教授ランナー」 - Honō no gojinkyouju rannā                       | 19 novembre 2009 |         |
| 9  | Ragazze in acqua 「ガールズ・イン・ザ・ウォーター」 - Gāruzu in za uoutā                                         | 26 novembre 2009 |         |
| 10 | Gli eventi di una certa notte 「ある夜の出来事」 - Aru yoru no dekigoto                                          | 3 dicembre 2009  |         |
| 11 | Amici 「フレンズ」 - Furenzu                                                                                     | 10 dicembre 2009 |         |
| 12 | Il paradiso aspetterà? 「天国は待ってくれる？」 - Tengoku ha matte kureru?                                       | 17 dicembre 2009 |         |

### Musiche
La sigla di apertura dell'anime si intitola Nyanderful! (にゃんだふる！?) ed è cantata da Yui Sakakibara mentre la sigla di chiusura è Strawberry ~Amaku Setsunai Namida~ (Strawberry～甘く切ない涙～?) di Asami Imai.